# Alberga River
Der Alberga River ist ein Fluss im Norden des australischen Bundesstaates South Australia.

## Geografie

### Flusslauf
Der Fluss entspringt westlich der Siedlung Sundown O/S am Stuart Highway, etwa 50 km südlich von Kulgera. Er fließt nach Südosten durch die Pedirka-Wüste und mündet südlich des Witjira-Nationalparks, rund 40 km nordwestlich der Siedlung Macumba in den Macumba River. Bei Todmorden in der Nähe des Oodnadatta Tracks teilt sich der Flusskanal in einer Flussaue in viele kleine Kanäle auf.

### Nebenflüsse mit Mündungshöhen
- Marryat Creek – 452 m
- Eateringinna Creek – 404 m
- Agnes Creek – 379 m
- Tacoonyinna Creek – 347 m
- Indulkana Creek – 300 m
- Yoolperlunna Creek – 289 m
- Warrungadinna Creek – 253 m
- Kathleen Creek – 178 m[1]

### Durchflossene Seen
Der Alberga River durchfließt eine Reihe von Wasserlöchern, die meist auch dann mit Wasser gefüllt sind, wenn der Fluss selbst trocken liegt:
- Oorarin Waterhole – 138 m
- Armina Waterhole – 130 m
- Kilkirkina Waterhole – 129 m[1]